# Roter Knopf
Der Rote Knopf ist mit einer Höhe von 3281 m ü. A. der zweithöchste Berg der Schobergruppe in den Hohen Tauern. Sein Gipfel liegt auf der Grenze zwischen Osttirol und Kärnten. Zum Petzeck, dem höchsten Gipfel der Schobergruppe, fehlen dem Roten Knopf nur zwei Meter. Dennoch ist der Bekanntheitsgrad dieses Gipfels weitaus geringer als der des Hochschobers oder des Glödis. Dies liegt wohl daran, dass der Berg sowohl vom Kalser Tal als auch vom vorderen Debanttal nicht zu sehen ist.

## Name
Nach Pohl ist Name auf die rötliche Färbung des Gesteins, vor allem in der Abendsonne, zurückzuführen.

## Anstiege
Der leichteste Anstieg führt von der Elberfelder Hütte den Markierungen folgend zunächst Richtung Süden, biegt dann Richtung Westen ab und führt über den Südostgrat zum Gipfel. Der Anstieg erfordert nicht nur Trittsicherheit, sondern auch zwar nicht schwierige, aber teilweise etwas ausgesetzte Kletterei (I). Vom Gipfel beeindruckt im Norden gegenüber der Großglockner.